# Raul de Antas Manso Preto Mendes Cruz
Raul de Antas Manso Preto Mendes Cruz foi um administrador colonial português que exerceu o cargo de Governador no antigo território português subordinado a Macau de Timor-Leste entre 1933 e 1936, no posto de Major, tendo sido antecedido por António Baptista Justo e sucedido por Álvaro Eugénio Neves de Fontoura.
Irmão de António de Antas Manso Preto Mendes Cruz e de Manuel de Antas Manso Preto Mendes Cruz.